# Gorazd (jméno)
Gorazd (též Horazd) je mužské křestní jméno staroslověnského původu. Vykládá se jako "člověk z hor" (goral), "zkušený" či "zdatný“.
Podle staršího kalendáře má svátek 10. února.

## Domácké podoby
Gorazdík, Gori, Gory

## Gorazd v jiných jazycích
- Slovensky, srbsky, rusky: Gorazd

## Známí nositelé jména

### Svatí
- Svatý Gorazd – nástupce sv. Metoděje na moravském arcibiskupském stolci
- Svatý Gorazd II. (Matěj Pavlík) – biskup pravoslavné církve a Církve československé (biskup/administrátor pro Moravu) v Československu, byl zajat, mučen a popraven nacisty

### Ostatní
- Gorazd Zvonický – kněz, básník, překladatel a katolický modernista
- Gorazd Josef Vopatrný – teolog a vysokoškolský pedagog, odborník na keltské křesťanství (autor mnoha publikací)
- František Gorazd Krušina – kněz, premonstrát (novicmistr), farní vikář
- Filip Gorazd Martinek – kněz Církve československé a spisovatel
- Gorazd Tomáš Plavnický – kněz, premonstrát, odsouzený za useknutí varlete svého partnera